# 하카니

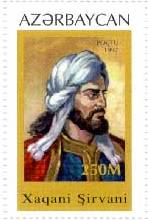

하카니(1120년 경~1190년, 페르시아어: خاقانی)는 중세 페르시아 송시 시인이다.
카스피해 서해안 시르반에서 태어나 그 지방의 왕을 섬겼다. 메카를 순례하여 여행을 통한 풍물과 경험을 읊은 서사시 <두 이라크인의 선물>은 당시의 정세를 잘 묘사하고 있다. <하카니 시집>은 송시를 주로 하고 서정시와 4행시도 있다. 작풍은 극히 난해한 것으로 알려져 비유·은유(隱喩)가 많이 사용되어 여태까지 많은 주석서(註釋書)가 나오고 있다.